# BK Avarta
BK Avarta is een Deense voetbalclub uit Kopenhagen. De club werd in 1953 opgericht en speelt in de 3. Division.